# 乐嘉陵
乐嘉陵（1936年3月21日—），男，浙江镇海人，中华人民共和国空气动力学家、航空航天工程专家，中国工程院院士。

## 生平
乐嘉陵是浙江省镇海县（今宁波市镇海区）人。1964年，毕业于北京航空学院（今北京航空航天大学）研究生院。
1995年，当选为中国工程院院士。